# Belvárosi Mozi (Szeged)
A Belvárosi Mozi Szeged egyik filmszínháza. Az alapítása óta nagyobb kihagyás nélkül azonos épületben működő intézményt még az első világháborút követő években hozták létre, így ez a város legrégebbi mozija.

## Történet
Az épület helyén 1919-ig a szegedi vár helyén kialakított utolsó beépítetlen telkek egyike volt. Itt működött az egyik belvárosi kávéház kerthelyisége, ahol 1906 óta már nyilvános mozgóképvetítéseket is tartottak. A háború fellendítette a városban a mozik forgalmát: a harci eseményekre és hírekre kíváncsi városiak a mozik filmhíradóiból tájékozódtak az eseményekről. A város és egyben a vidéki Magyarország legnagyobb mozijának felépítésére többnyire keresztény tőkések és kisbefektetők részvételével 1919 januárjában megalakult a Belvárosi Mozi Rt. (A város többi filmszínháza zsidó vállalkozók tulajdonában állt.) A vállalkozásnak összesen 126 alapító tagja volt. Az intézmény épületének eredeti terveit a budapesti Szivessy Tibor készítette, a tervezett épületben a mozi mellett cukrászda és lakások is helyet kaptak volna. Az építkezés azonban a szegedi Sebestyén Endre tervei szerint indult meg. Sebestyén törölte a tervből a lakásokat és alaposan átalakította a belső elrendezést is: a vetítőtermet színházi előadásokra is alkalmassá tették, a Deák Ferenc utcai oldalon pedig (eredetileg itt lettek volna a lakások) egy teraszt alakítottak ki a dohányzó mozilátogatók számára. (Az eredeti tervező kártérítési pert kezdett jogai megsértése miatt.) Az új moziban 1920. szeptember 8-án vetítették le az első filmeket. Az épület nem csak filmszínházi, de kisebb színházi előadásom megtartására is alkalmas volt, az első előadásokat 1920 októberében tartották meg. A némafilmek korszakában jellemző volt, hogy a filmszínházak zenei aláfestéssel vetítették a filmeket, e célból a Belvárosi mozi saját 16 tagú zenekart tartott fenn. Az 1910-es évek moziipari konjunktúráját az 1920-as évek megtorpanása követte. Szegeden sorban szüntették meg működésüket a mozik, 1925-re a Belvárosi maradt az egyetlen minden nap nyitva lévő vetítőhely. Az első hangosfilmet 1930-ban mutatták be. Az épületben a második világháború előtt komolyzenei koncerteket is tartottak, egy ilyen alkalmával lépett föl Bartók Béla is az épületben. A mozi virágkora az 1940-es évek elejére tehető, amikor országos ősbemutatók mellett a fő tulajdonos Lippai család által gyártatott filmeket is vetítettek. Az intézményt 1949-ben államosították.
Az 1980-as évek első felében a szomszédos Nemzeti Színház felújítása alatt a színház társulata a Belvárosi moziban tartotta az előadásait. A rendszerváltozás után a vidéki mozik nehéz helyzetbe kerültek. Szegeden a város szélén megnyílt bevásárlóközpont mozija jelentette verseny miatt több belvárosi vetítőhely is bezárt. A Belvárosi Mozit a városi önkormányzat összevonta az Ifjúsági Ház nevű programszervező intézményével.  A létesítményt ugyanakkor modernizálták is, új berendezéseket szereztek be, 2009-ben pedig az egyik termet 3D-s filmek vetítésére is alkalmassá tették. A Belvárosi mozi épülete legutóbb 2011-ben került a városi közvélemény érdeklődésének fókuszába, amikor elavultsága és balesetveszélyes mivolta miatt az épület kezelését ellátó Ifjúsági Ház vezetése be kívánta zárni a létesítményt.

## Termei

### Zsigmond Vilmos terem

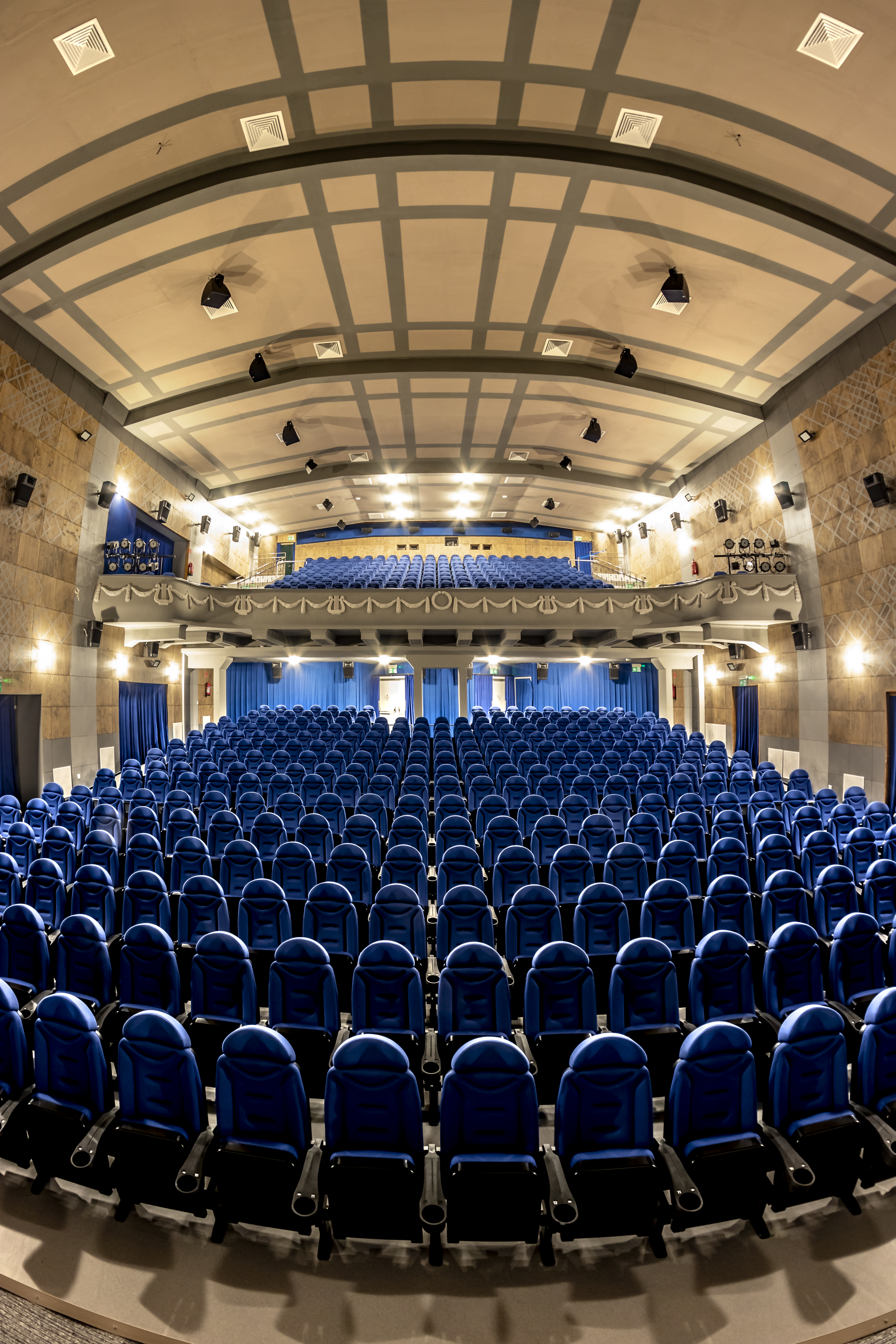
Zsigmond Vilmos terem

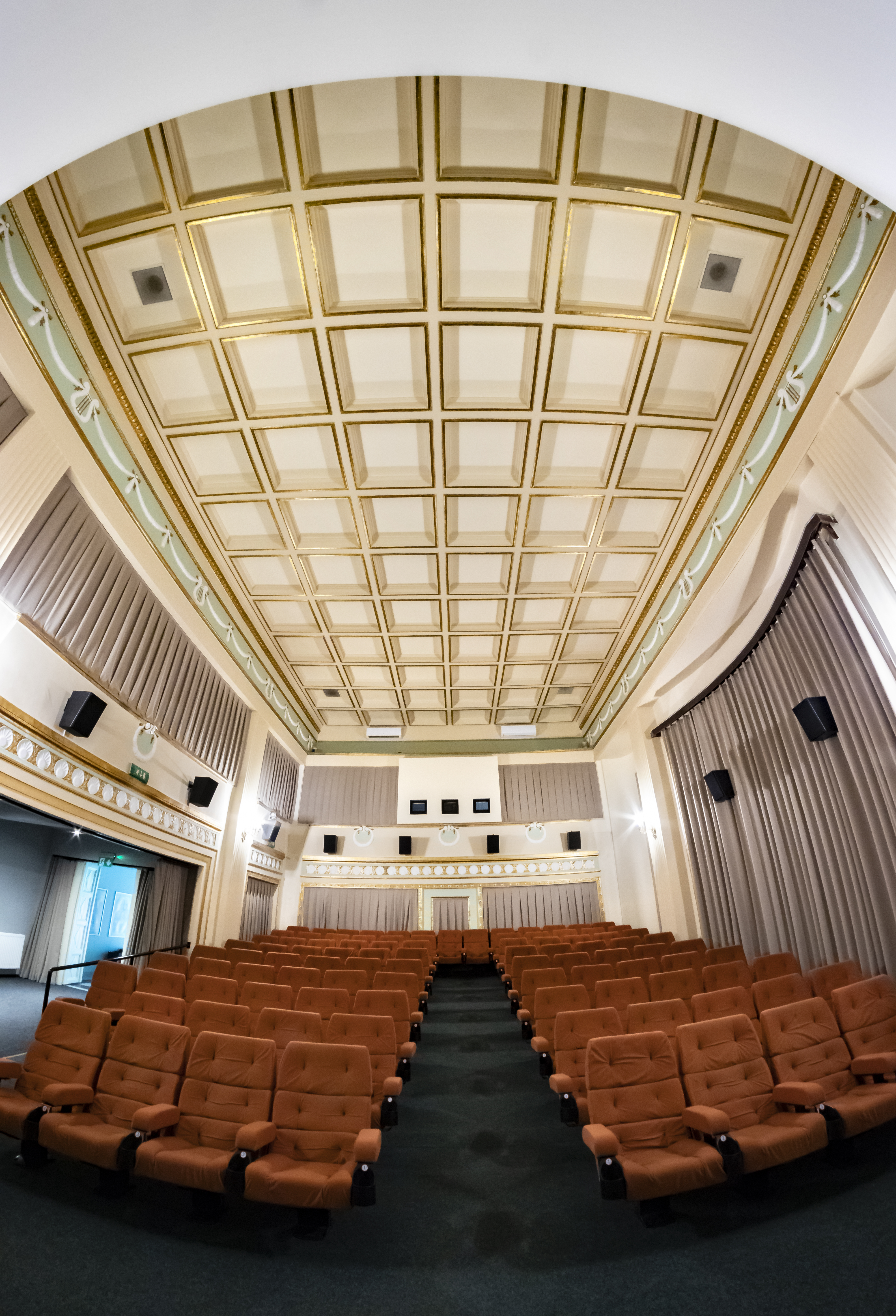
Balázs Béla terem

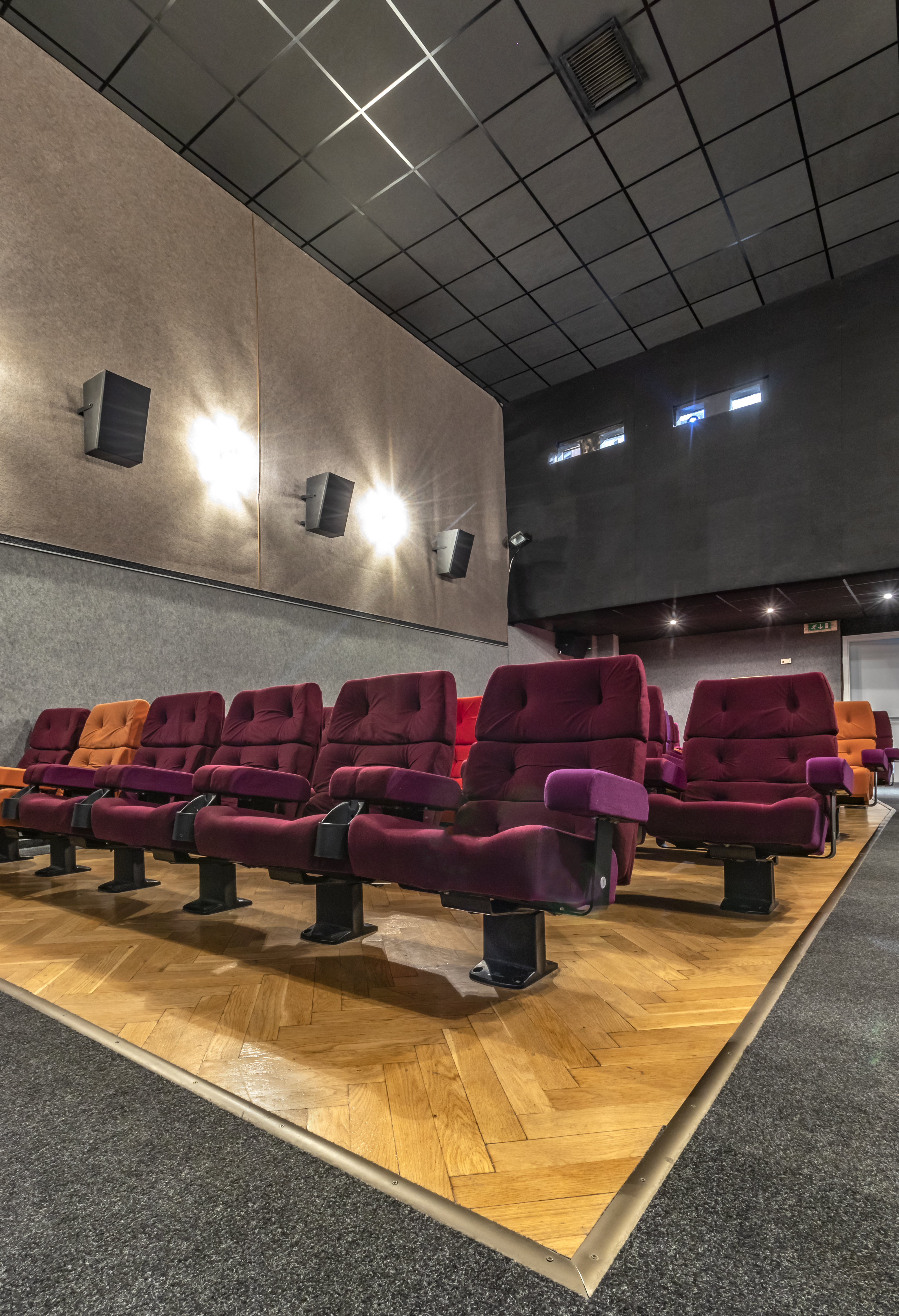
Csőke József terem

Legnagyobb termük az egyetlen Szegeden született Oscar-díjasról, Zsigmond Vilmos (1930. június 16. – 2016. január 1.) operatőrről kapta a nevét. Haláláig erős szálak fűzték szülővárosához és a mozihoz. Büszke volt arra, hogy az a terem, ahol kisgyermekként élete első mozifilmjét látta, az ő nevét viseli. 
Zsigmond Vilmos 1955-ben a budapesti Színház- és Filmművészeti Főiskolán, Illés György tanítványaként végzett operatőrként. 1956 októberében több főiskolai társával kint forgatott Budapest utcáin, novemberben Kovács László operatőrrel – a táskájukban csaknem tízezer méter filmanyaggal – elhagyta Magyarországot. Ezek a felvételek bejárták a világsajtót. Kezdetben laborokban dolgozott, fotózott, oktatófilmeket készített, dokumentumfilmekben és reklámfilmekben kapott feladatokat. Felfigyeltek a tehetségére, és rövidesen híres rendezőkkel és színészekkel forgatott. 1978-ban a Steven Spielberg rendezte Harmadik típusú találkozások című filmjéért elnyerte a legjobb operatőri munkáért járó Oscar-díjat.
Befogadóképesség: A földszinti nézőtéren 332 ülőhellyel és 2 kerekesszékes vendég számára biztosított hellyel várjuk nézőinket. Az erkély 180 fő befogadására képes. 2 db 2 fős VIP-páhollyal is rendelkezünk, melyek a vetítések során nem kerülnek értékesítésre.

### Balázs Béla terem
Középső méretű termük névadója a szegedi születésű, világhírű filmesztéta és író, az egyetemes filmelmélet úttörője, Balázs Béla (1884. augusztus 4.- 1949. május 17.). A róla elnevezett díj a magyar filmes szakma egyik legfontosabb elismerése. Bartók Béla két korszakos zenedarabja (A kékszakállú herceg vára, A fából faragott királyfi) az ő szövegei alapján készült. Olyan rendezőknek írt forgatókönyveket, mint Georg Wilhelm Pabst, Leni Riefenstahl, Paul Czinner, Radványi Géza. Utóbbival közös filmje, az 1948-as Valahol Európában máig népszerű, újabb filmalkotásokra (pl. Török Ferenc: 1945) és feldolgozásokra inspirál.

### Csőke József terem
Legkisebb, családias hangulatú termük névadója a szintén szegedi születésű, Balázs Béla-díjas magyar filmrendező, Csőke József (1927. június 27.- 2012. május 3.). Mintegy hétezer filmriportot és több mint négyszáz sport-, dokumentum-, ismeretterjesztő és oktatófilmet készített. A Magyar Filmhíradó rendezőjeként Csőke József az 1950-es évektől számos olimpiai játékot, magyar sportsikert, fizikai kísérletet, művész- és városportrét, művészeti eseményt (köztük a Szegedi Szabadtéri Játékok előadásait) örökített meg. Különösen emlékezetes az 1953-as legendás 6:3-as angol-magyar focimeccset bemutató riportfilmje, Az évszázad mérkőzése, melyet százezrek láttak a magyar győzelem után. A több száz felvételt tartalmazó filmes hagyaték kezelője a Belvárosi Mozi.